# Targelle Ravine British Cemetery
Targelle Ravine British Cemetery is een Britse militaire begraafplaats met gesneuvelden uit de Eerste Wereldoorlog, gelegen in de Franse gemeente Villers-Guislain (Noorderdepartement). De begraafplaats werd ontworpen door William Cowlishaw en ligt in het veld op ruim anderhalve kilometer ten zuiden van het gemeentecentrum (Église Saint-Géry). Ze is bereikbaar via een onverharde landweg. De begraafplaats heeft een rechthoekig grondplan met een oppervlakte van 348 m² en wordt omsloten door een lage natuurstenen muur, afgedekt met rechtop geplaatste breukstenen. Direct na de open toegang staat het Cross of Sacrifice. De begraafplaats wordt onderhouden door de Commonwealth War Graves Commission.
Er liggen 114 slachtoffers begraven waaronder 7 niet geïdentificeerde.
Ruim 500 m dichter bij het centrum ligt langs hetzelfde pad de Villers Hill British Cemetery.

## Geschiedenis
De begraafplaats werd in september en oktober 1918 aangelegd. De slachtoffers zijn allemaal Britten die sneuvelden tussen 18 september en 5 oktober 1918. De meeste van hen behoorden tot de 9th Highland Light Infantry (Glasgow Highlanders).

### Onderscheiden militairen
- sergeant David Thorburn en soldaat John Sutherland (beide van de Highland Light Infantry) en soldaat John James Black (Cameronians (Scottish Rifles)) werden onderscheiden met de Military Medal (MM).